# Noël (Adelsgeschlecht)

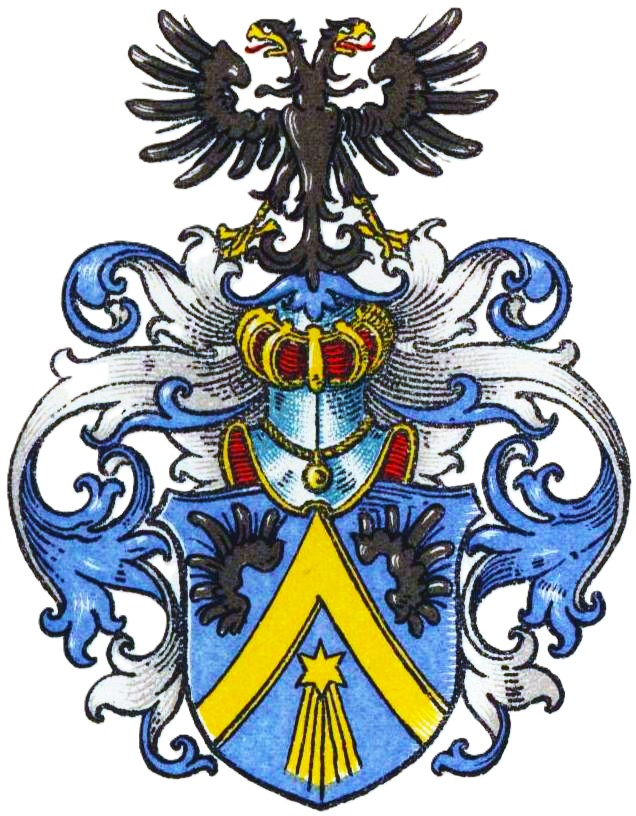
Wappen derer von Noël im Wappenbuch des Westfälischen Adels

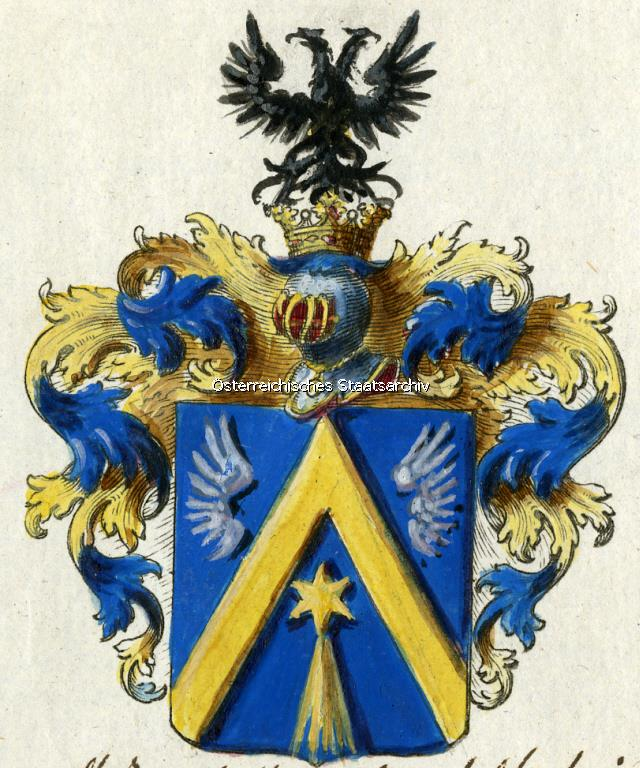
Wappen derer von Noël (1806) im Österreichischen Staatsarchiv

Noël ist der Name eines deutschen Briefadelsgeschlechts.

## Geschichte
Das Geschlecht stammt aus Mainz und wurde am 27. Juni 1806 in Person des Peter Franz Noël (1738–1809), fürstlich-salm-salmischer Geheimrat und Kanzler, mit Prädikat „von“ in den Adelsstand erhoben.
Peter Franz Noël war Sohn des Mainzer Weinhändlers Franz Noël († 1753) und der Mainzer Bürgerstochter Johanna Margaretha Spanier († 1776), seine Schwester Maria Anna Noël war später Oberin der Englischen Fräulein in Frankfurt am Main. In erster Ehe heiratete Peter Franz Noël Maria Apollonia Straub (* 1736), Tochter des kurmainzischen Oberamtmanns Vitus Gottfried Straub und dessen Ehefrau Maria Elisabeth Drost. Von den fünf Töchtern und vier Söhnen aus der Ehe kamen zwei Söhne in den 1790er Jahren in österreichischem Kriegsdienst um. Ein anderer Sohn, Jeremias Gottfried von Noël (1768–1834), trat wie der Vater in fürstlich-salmische Dienste und stieg in der Bocholter Regierung zum Geheimen Rat und Kammerdirektor auf. Er wurde Nachfolger seines Vaters als Direktor der gemeinschaftlichen Regierung des Fürstentums (Kanzleidirektor). Zwei der Töchter aus erster Ehe waren wie folgt verheiratet:
- Maria Anna Ernestine von Noël (1771–1842) ⚭ 1789 Franz Martin Walter, Hofkammerrat. Aus der Ehe ging Jurist und Hochschullehrer Ferdinand Walter hervor.[2]
- Maria Anna Louise von Noël (1776–1848) ⚭ Forstmeister Nicolaus Leopold Thelosen (1773–1821)

In zweiter Ehe heiratete Peter Franz Noël Marie Agnes Messier (1759–1836), die Tochter des fürstlich salm-salm’schen Generaleinnehmers Hyacinthe Messier (1717–1791) und Nichte des Astronomen Charles Messier. Dieser Ehe entsprossen:
- Felicité von Noël (* 1786) ⚭ 1809 den gräflich-schönborn’schen Hofrat und Zentralkanzleidirektor Ludwig von Bäumen in Wien ehelichte,
- Felix Hyazinth von Noël (1789–1856), Offizier im Königreich Westphalen, ab 1814 im Großherzogtum Baden, ⚭ N. N.
  - Mathilde von Noël (1846–1921), Ehefrau des Landeskommissärs Rudolf Rüdt von Collenberg-Eberstadt, Aktivistin der deutschen Frauenbewegung des 19. Jahrhunderts und Begründerin der altkatholischen Frauenbewegung.[3]

Der o. g. Jeremias Gottfried von Noël lebte auf Haus Pennekamp in Anholt, einem alten Lehnsgut, das er von seinem Vater geerbt hatte, und vermählte sich 1794 mit Sibilla Johanna Margareta The Losen (auch Sybilla Thelosen) (1764–1839). Aus der Ehe gingen folgende Kinder hervor:
- Ludwig von Noël (* 25. Oktober 1796 in Anholt; † 25. März 1871 in Dülmen), Croÿ’sche Domänenrat und Archivar
- Johann Baptist von Noël (* 17. November 1799 in Anholt; † 15. September 1849 in Bonn), Kaufmann
- Leopold von Noël (* 1. Juni 1803 in Anholt; † 20. Dezember 1880 in Bochum), preußische Kreisgerichtsrat in Bochum, ⚭ N. N.
  - 7 Töchter, u. a. Henriette von Noël (1833–1903), Lehrerin und Schulgründerin[4][5]

## Persönlichkeiten

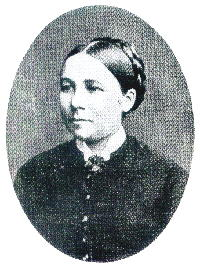
Henriette von Noël (1833–1903)

- Peter Franz Noël (1738–1809), Jurist
- Jeremias Gottfried von Noël (1768–1836), deutscher Beamter und Gesandter
- Henriette von Noël (1833–1903), deutsche Lehrerin und Schulgründerin

## Wappen
Blasonierung Wappens von 1806: In Blau ein goldener Sparren, oben rechts und links je ein schwarzer Flügel, die Sachsen gegeneinander gekehrt, unten ein goldener Komet. Auf dem Helm mit blau-silbernen Helmdecken ein schwarzer Doppeladler.
Das Wappen im 1806er Adelsdiplom zeigt abweichend silberne Flügel und blau-goldene Helmdecken. Der Helm ist gekrönt.